# アバーカーン
アバーカーン（英: Abercarn）は、ウェールズのケアフィリにある小さな町の自治体で、古いモンマスシャーの境界にあるクムカルンとニューブリッジの間の、ニューポートからA467で10マイル (16 km) 北西に位置する。

## 歴史
この地区には、サウス・ウェールズ炭田やサウス・ウェールズ・バレーズの炭坑、鉄工所、ブリキ工場があったが、現在は全てが閉鎖している。エブー・バレーの中間地点にある町は、グラモーガンとモンマスシャーの大規模鉱山地帯の南東に位置している。
1878年9月11日には、地下爆発により、268名の坑夫が死亡した。

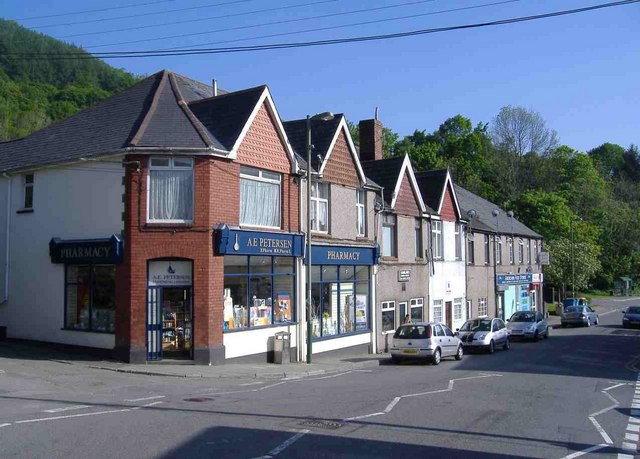
アバーカーン・ハイ・ストリート

## 地方行政
この地域は、19世紀後半まで、マニズイスルインの古代モンマスシャー教区だった。1982年には、地方保健委員会とアバーカーン地方行政区が設立された。これは、1894年にアバーカーン都市地区となり、12名の都市地区会議によって管理された。1972年地方行政法で、1974年に都市地区は廃止され、Islwynやグウェントの一部となった。1996年には、さらに地方行政組織が置かれ、カエルフェリーの領域となった。この旧都市地区は、アバーカーン、クルムリン、ニューブリッジの3つである。

## スポーツ
アバーカーンは、ウェールズラグビー連盟のメンバーである、アバーカーン・ラグビー・クラブの本拠地である。